# Brigitte Ginda
Brigitte Ginda (* 1957 oder 1958) ist eine deutsche Medizinerin und ehemalige Politikerin (SPD und AFB). Zwischen März 1998 und Juli 1999 war sie Abgeordnete der bremischen Bürgerschaft.

## Leben

### Ausbildung und berufliche Karriere
Ginda besuchte in Bremen das Alte Gymnasium und legte dort im Juni 1978 ihr Abitur ab. Nach einem anschließenden Medizinstudium wurde sie zum Dr. med. promoviert.
Sie hat sowohl vor als auch nach ihrer politischen Karriere als Sozialmedizinerin im Amt für Versorgung und Integration der Stadt Bremen gearbeitet. Um 1998 zeichnete sie dort als Obermedizinalrätin verantwortlich für die Erstellung medizinischer Gutachten und später war sie als leitende Ärztin tätig. Darüber hinaus war sie mindestens zwischen November 2011 und September 2013 Mitglied des Ärztlichen Sachverständigenbeirates Versorgungsmedizin des Bundesministeriums für Arbeit und Soziales.

### Politische Laufbahn
Ginda engagierte sich seit ihrem 18. Lebensjahr in der SPD und war in den 1980er und 1990er Jahren zeitweise Beisitzerin des bremischen Landesvorstandes.
Enttäuscht von personellen Intrigen innerhalb des Landesverbandes trat sie unmittelbar nach deren Gründung im Februar 1995 der Wählergemeinschaft Arbeit für Bremen und Bremerhaven (AFB) bei, die bei der Bürgerschaftswahl wenige Monate später im Juni 1995 mit zwölf Abgeordneten in das bremische Landesparlament einziehen konnte. Anfang September gleichen Jahres wählte der AFB-Stadtverband Bremen Ginda zur Vorstandsbeisitzerin. Nach dem freiwilligen Mandatsverzicht von Friedrich Rebers rückte Ginda am 6. März 1998 – kurz nachdem der AFB offiziell der Parteistatus zuerkannt worden war – als Bürgerschaftsabgeordnete nach. Innerhalb der Fraktion wurde sie sozial- und gesundheitspolitische Sprecherin.
Zur nächsten Bürgerschaftswahl im Juni 1999 sicherte sich Ginda den dritten Platz der AFB-Wahlliste. Die AFB scheiterte diesmal allerdings an der Fünf-Prozent-Hürde, sodass Ginda mit der konstituierenden Sitzung der neu zusammengesetzten Bürgerschaft am 7. Juli 1999 aus dem Parlament ausschied.
Zunächst parallel zu ihrer Tätigkeit als Abgeordnete fungierte sie ab November 1998 bis nachweislich mindestens September 1999 auch als Schatzmeisterin der Partei, die sich schließlich im März 2004 auflöste.

## Politische Positionen
In ihrem Hauptbetätigungsfeld, der Gesundheitspolitik, vertrat Ginda im März 1998 die Ansicht, dass die damals amtierende Gesundheitssenatorin Christine Wischer mittels einer Werbekampagne aktiv für die Organspende und das Ausfüllen von Patientenverfügungen werben solle.
Innenpolitisch setzte sie sich wiederholt gegen generelle Abschiebestopps für abgelehnte Asylbewerber ein – so beispielsweise im Mai 1998 in den Kosovo (dort herrschte damals seit drei Monaten ein innerstaatlicher Krieg) und im September gleichen Jahres nach Togo (damals unter der Militärdiktatur Gnassingbé Eyadémas stehend). Als Argument führte sie an, dass regelmäßig und umfassend geprüft werde, ob den Menschen bei einer Rückführung in ihr Heimatland Gefahr für Leib und Leben drohe.
Zusammen mit ihren Parteifreunden setzte sie sich für eine Verkleinerung der Bürgerschaft ab 2003 von 100 auf 75 Abgeordnete ein, um parlamentarische Abläufe effizienter zu gestalten und Kosten zu sparen. Außerdem befürwortete Ginda, nach einer Bürgerschaftswahl die Anwendung des Sainte-Laguë/Schepers-Verfahrens für die Sitzverteilung. Der Senat ließ das dahingehend von der AFB initiierte Volksbegehren am 4. Mai 1999 zu.
Im Mai 1999 nahm Ginda an einem sogenannten Parteien-Hearing der Bremischen Evangelischen Kirche teil, auf dem Visionen und Weichenstellungen zum Thema Stadtentwicklung mit Blick auf das Jahr 2029 formuliert wurden. Sie äußerte in diesem Zusammenhang, dass sich die Beibehaltung der angebotsorientierten Flächenpolitik als richtig erweisen werde. Bremen werde sich im Hightech-Bereich oder in der Automobilfertigung weiterentwickeln, die Hafenflächen würden wieder benötigt und auch die Suburbanisierung werde abklingen, sodass wieder mehr Menschen in die Stadt ziehen.

## Publikationen (Auswahl)
- Brigitte Ginda: Von „Anhaltspunkte für die ärztliche Gutachtertätigkeit im sozialen Entschädigungsrecht und nach dem Schwerbehindertenrecht“ (Teil 2 SGB IX) zu „Anlage zu § 2 der Versorgungsmedizin-Verordnung vom 10.12.2008 – Versorgungsmedizinische Grundsätze“. In: Der medizinische Sachverständige. Band 109, Heft 1, 2013, Seiten 22–27.